# Echinocyamus pusillus
Fève de mer, Oursin nain
Espèce
La Fève de mer (Echinocyamus pusillus) est une espèce d'oursin plat minuscule de la famille des Echinocyamidae (anciennement des Fibulariidae).

## Description
C'est un tout petit oursin irrégulier de forme aplatie mais bombée, et de silhouette légèrement ovale à tendance pentagonale quand il est vu du dessus (avec une pointe plus ou moins visible sur le côté antérieur). Il mesure 1,5 cm de diamètre maximum. Il est recouvert de piquants (appelés « radioles ») courts et fins, lui donnant un aspect duveteux ; ils sont de deux gammes de longueur différente. La couleur d'ensemble est généralement blanche plus ou moins sale, parfois jaunâtre ou brunâtre ; il se colore en vert sous l'effet d'un stress. 
L'anus et la bouche sont tous deux situés sur la face orale (inférieure) : la bouche au centre, et l'anus au bout. Comme tous les Clypeasteroida, il présente sur sa face aborale (supérieure) un motif en forme de fleur à cinq pétales, qui sont en fait les aires ambulacraires modifiées.

## Habitat et répartition
C'est un oursin atlantique largement réparti, qui se trouve de l'Islande et des côtes scandinaves à l'Afrique de l'Ouest. Il est aussi présent en Méditerranée.
C'est un oursin fouisseur, qui vit enterré dans les sédiments grossiers, dont il racle et filtre la fraction organique pour se nourrir. Il préfère les endroits où le courant est important et le substrat pas trop fin ; on le rencontre de la surface à 200 m de profondeur.

## Écologie et comportement
Cet oursin est un brouteur omnivore opportuniste : en progressant dans le sédiment, ses radioles en forme de poils et ses podia attirent vers sa bouche la matière organique qui passe à sa portée, comportant notamment des détritus et des micro-algues mais aussi des foraminifères ou des diatomées. Il racle et broie l'ensemble grâce à sa mâchoire à cinq dents très performante, appelée « Lanterne d'Aristote ».
La reproduction est gonochorique, et mâles et femelles relâchent leurs gamètes en même temps en été ou automne grâce à un signal phéromonal, en pleine eau, où œufs puis larves vont évoluer parmi le plancton pendant quelques semaines avant de se fixer.